# Giles Blunt
Giles Blunt Född 1952 i North Bay, Ontario, är en kanadensisk författare, framför allt av kriminalromaner. Flera av hans romaner handlar om kriminalkommissarien John Cardinal som tjänstgör i den lilla staden Algonquin Bay, i södra Kanada.

## Priser och utmärkelser
- The Silver Dagger 2001 för Forty Words for Sorrow